# Église Saint-Pierre-et-Saint-Paul (Pskov)
Pour les articles homonymes, voir Église Saint-Pierre-et-Saint-Paul.
L'église Saint-Pierre-et-Saint-Paul de Bouï (церковь Петра и Павла с Буя) est une église orthodoxe du XVe et XVIe siècles inscrite à la liste des monuments historiques protégés de la fédération de Russie. Elle se trouve à Pskov, au N°2 de la rue Karl Marx, anciennement rue de Novgorod, dans la vieille ville, rive gauche.
Elle dépend de l'éparchie (diocèse chez les orthodoxes) de Pskov.

## Description et historique

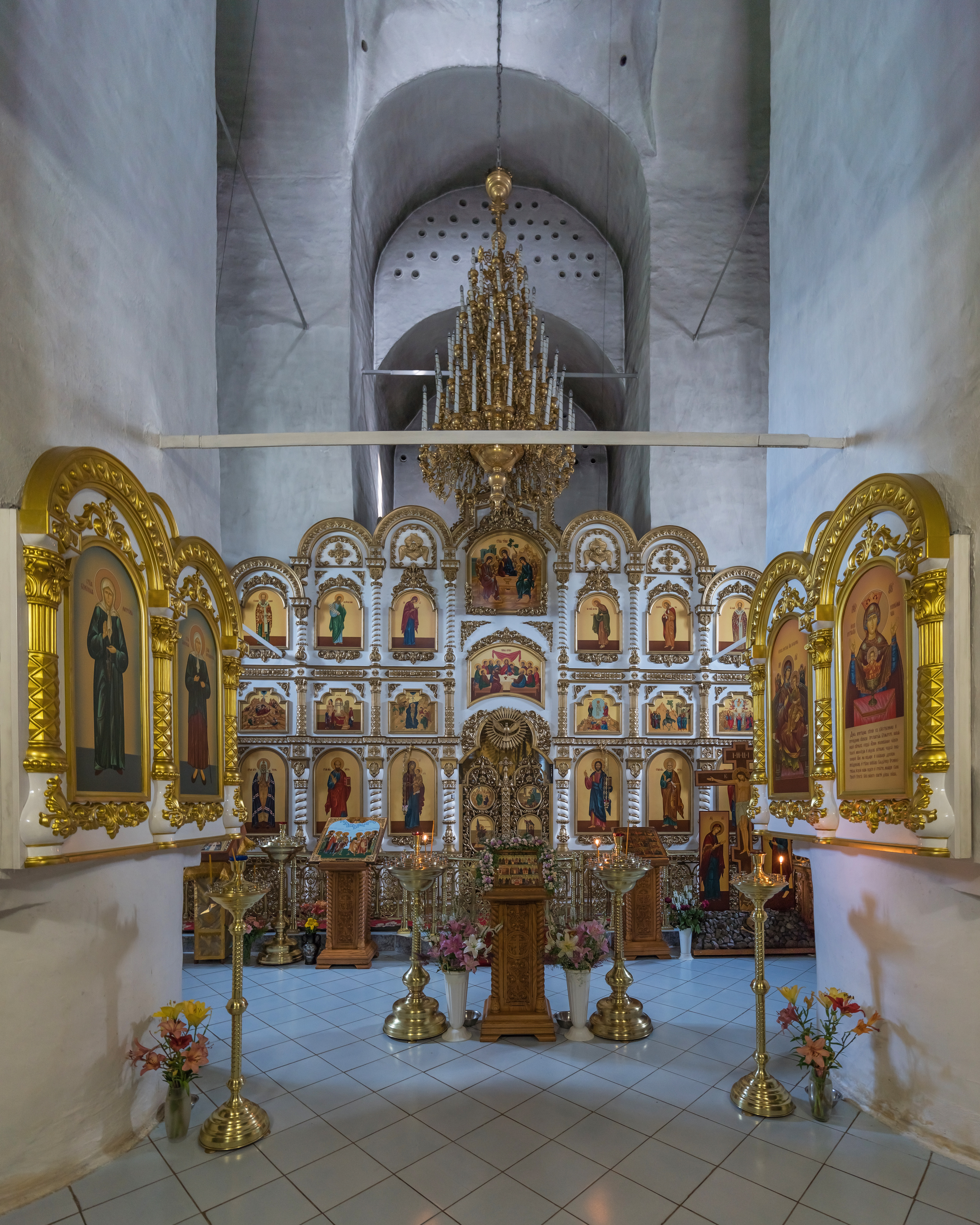
L'intérieur de l'église

Cette église rectangulaire mesure au début 24,6 mètres sur 14,7 mètres, et après agrandissement 32 mètres sur 14,7 mètres.
Une première église dédiée aux saint apôtres Pierre et Paul est mentionnée en 1373. Elle laisse la place en 1540 à l'église actuelle.
Pendant la Guerre du Nord contre les Suédois, Pierre le Grand, qui passe par Pskov, se rend à l'église Saint-Pierre-et-Saint-Paul à une liturgie eucharistique. Il est rapporté avoir lu les Actes des Apôtres et chanté dans le chœur.
Le clocher double s'effondre en 1810. L'église est agrandie du côté sud avec une abside et du côté ouest avec une petite aile d'entrée.
L'église est fermée au culte lors d'une campagne d'athéisme lancée en 1932. Le conseil des ministres de la république socialiste fédérative soviétique de Russie décide d'en faire un monument historique protégé de l'État au niveau de la république, le 30 août 1960.
Des fouilles ont lieu en 1995. L'église est restaurée et rendue au culte en 2005-2006. La nouvelle iconostase date de 2008. Sept cloches sont installées dans le clocher, le 2 décembre 2009. Elles sont issues d'une fonderie de Voronej, Vera, appartenant à V.N. Anissimov et sont bénites le 28 décembre suivant.

## Source
- (ru) Cet article est partiellement ou en totalité issu de l’article de Wikipédia en russe intitulé « церковь Петра и Павла с Буя (Псков) » (voir la liste des auteurs).